# Chandpur (Bengal Zachodni)
Chandpur – miasto w północnych Indiach w stanie Uttar Pradesh, na Nizinie Hindustańskiej.
Populacja miasta w 2001 roku wynosiła 68 359 mieszkańców.